# Marjan van den Berg
Marjan van den Berg (Haarlem, 7 februari 1955) is een Nederlandse freelancejournaliste voor diverse bladen. Van den Berg is vooral bekend geworden door haar feuilleton Sanne in het weekblad Margriet.

## Biografie
Van den Berg zat in Haarlem op de Dr. A. Kuijperschool en behaalde daarna een HBS-a-diploma aan het Marnix van St. Aldegonde. Zij studeerde aan de Vrije Universiteit Amsterdam en behaalde daar een diploma MO-a Nederlands.
Zij werd in 1975 lerares in Zaandam en begon ook met schrijven voor dagblad De Typhoon. Sinds 1992 publiceert zij in Margriet. Op 7 februari 1994 verscheen de eerste aflevering van het feuilleton Sanne.
Van den Berg schreef naast haar feuilletons, die ook gebundeld verschenen, ook andere boeken. Over haar moeder die overleed aan de ziekte van Alzheimer schreef zij in 1994 Ze is de vioolmuziek vergeten.
Tussen 2001 tot 2008 gaf zij weer lessen Nederlands aan een vmbo-school in Amsterdam. Over haar belevenissen aan die school scheef ze columns die eveneens gebundeld werden, onder de titel Van den Berg stort in.
Daarna schreef zij columns over ontmoetingen. Tussen 2008 en 2012 schreef zij eveneens voor Margriet een tweewekelijks weblog over de schoondochter van Sanne, Jennifer. In 2015 won Van den Berg de Valentijnprijs voor haar boek Sanne: Het leven is leuk. Ze deelde de prijs met Thea Zoeteman-Meulstee voor De verloren zoon.
Ze deed in de zomer van 2017 mee aan het programma De Slimste Mens.

## Privé
Van den Berg is de moeder van drie kinderen, onder wie presentatrice Merel Westrik.